# Lamartine Posella
Lamartine Posella Sobrinho (Campinas, 03 de maio de 1961), é um pastor evangélico, escritor, ex-político e conferencista brasileiro.

## Início de vida, educação e carreira
Lamartine Posella nasceu em 03 de maio de 1961 em Campinas, interior de São Paulo, filho de Lêndoge Posella e Rosa Carnevalli Posella. Ainda menino, foi para Olímpia com os pais, onde passou toda a infância. Mais tarde, foi para São Paulo para estudar Engenharia Civil na Universidade Mackenzie. Ao ser despertado pelo chamado pastoral, trocou a Engenharia pela Teologia.
Casado desde 1984 com Lylian Tavares Marques Posella, tem uma filha, Érica, e dois netos, Enzo e John. Atualmente, é apóstolo e pastor presidente da YAH Church em São Paulo e atua como pregador, Músico, pianista, violonista, compositor, escritor e conferencista. Atualmente, Lamartine Posella tem um trabalho de evangelização nas redes sociais, principalmente nas plataformas YouTube e Instagram.

## Ministério pastoral
O chamado pastoral de Lamartine aconteceu logo após sua conversão durante uma viagem com os Vencedores por Cristo. Mesmo sem saber pregar, foi forçado pelo grupo a levar uma mensagem e se tornou o pregador oficial. A partir daí continuou ministrando e foi consagrado a pastor em 1987, aos 27 anos de idade.
Pregador renomado e conferencista internacional, esteve como palestrante convidado em seminários e conferências em Los Angeles, Miami e Lisboa.

## Carreira Política
Em 1992 surgiu o interesse de Lamartine em ingressar na carreira política. E já no ano de 1994 disputou sua primeira eleição para o cargo de deputado federal em São Paulo. O resultado foi uma suplência, assumindo o cargo dois anos depois da eleição.
Na segunda eleição disputada, em 1998, foi reeleito deputado federal de São Paulo. Logo em seguida, no ano de 2000, candidatou-se a vice-prefeito em São Paulo, na chapa de Romeu Tuma (PFL) e depois, em 2002, a governador, também em São Paulo, mas não foi eleito.
Lamartine foi representante de sete comissões permanentes da Câmara dos Deputados, são elas: Ciência e Tecnologia; Comunicação e Informática; Direitos Humanos; Economia, Indústria e Comércio; Relações Exteriores e de Defesa Nacional; Seguridade Social e Família, Trabalho, de Administração e Serviço Público. Ele também participou de comissões especiais e avaliou cinco PECs e dois projetos de lei. Além disso, participou de duas comissões externas e da investigação de uma CPI.

## Carreira Musical
Músico, pianista, violonista. Lamartine é o quinto filho de uma concertista de piano. Assim, cresceu em uma casa onde todos tocavam o instrumento. Lamartine descobriu nessa época que tem ouvido absoluto e por isso não precisava ler as notas para tocar, bastava apenas ouvi-las para reproduzir. Isso o fez chegar ao quinto ano de piano sem que soubesse ler as notas musicais.
Com a musicalidade como herança familiar, na época da faculdade tocou em bares e, depois de sua conversão ao evangelho, atuou como pianista e tecladista do grupo Vencedores por Cristo e gravou vários discos.

## Publicações e estudos
Lamartine Posella também é autor de muitos livros. Seus livros abordam os assuntos mais diversos e vão desde os reflexivos aos políticos. Confira a listagem completa dos livros e CD’s lançados por ele:

### Livros
- O Céu na Terra, (1998);
- Reflexões para o terceiro milênio, (2000);
- Jeová Jireh – Nos montes do Senhor se proverá, (2002);
- Segredos da Alma, (2002);
- Maravilhosa Provisão, (2003);
- Temer ou não temer, (2003);
- O que não me contaram sobre Jesus, (2006);
- O arsenal de guerra do cristão, (2011);
- Apocalipse: A Maior Profecia do Mundo, (2019);

### CD’s
- Sonho Brasil, (1998);
- Nos montes do Senhor, (2002);
- Até que todo mundo ouça, (2010);